# Pierre Lafon (acteur)
Pour les articles homonymes, voir Lafon et Pierre Lafon.
Pierre Lafon, de son vrai nom Pierre Rapenouille, est un tragédien français né le 1er septembre 1773 à Lalinde et mort le 10 mai 1846 à Bordeaux.

## Biographie
Il écrit à 19 ans une  tragédie en cinq actes La Mort d'Hercule, pièce jouée à Bordeaux en 1793.
En 1800, il entre à la Comédie-Française où il se fera connaître sous le nom de « Lafon des Français ».
Pierre Lafon fut en son temps l'un des tragédiens les plus vénérés de Paris. « Le beau Lafon » comme on le surnommait, fera ombrage au grand Talma qui en sera très affecté dans les premiers temps. La beauté physique et le talent d'acteur de Lafon lui ont valu d'innombrables succès auprès des femmes et notamment auprès de Pauline Bonaparte. 
Sa dernière apparition sur scène date de 1839. Il se retire à Bordeaux chez sa fille et meurt le 10 mai 1846,. Il fut inhumé au cimetière de la Chartreuse avant d'être transféré au cimetière du Père-Lachaise (division 17, tombe disparue).

## Carrière à la Comédie-Française
Entrée en 1800
Nommé 212e sociétaire en 1800
Départ en 1830
- 1800 : Andromaque de Jean Racine, Comédie-Française : Oreste
- 1800 : Britannicus de Jean Racine, Comédie-Française : Néron
- 1800 : Iphigénie de Jean Racine, Comédie-Française : Achille
- 1801 : Alhamar de François-Joseph Depuntis, Comédie-Française : Alhamar
- 1801 : Mithridate de Jean Racine, Comédie-Française : Pharnace
- 1802 : Isule et Orovèse de Népomucène Lemercier, Comédie-Française : Clodoër
- 1802 : Le Roi et le laboureur d'Antoine-Vincent Arnault, Comédie-Française : Don Léon
- 1803 : Le Tasse d'A. M. Cecile, Comédie-Française : Le Tasse
- 1803 : Les Trois Sultanes ou Soliman II de Charles-Simon Favart, Comédie-Française : Soliman
- 1803 : Siri-Brahé ou les Curieuses de Henry Joseph Thurind de Ryss, Comédie-Française : Thurson
- 1804 : Cyrus de Marie-Joseph Chénier, Comédie-Française : Harpage
- 1805 : Esther de Jean Racine : Aman
- 1805 : Les Templiers de François Just Marie Raynouard : Philippe le Bel
- 1806 : Athalie de Jean Racine : Abner
- 1806 : La Mort de Henri IV, roi de France de Gabriel-Marie Legouvé : d'Épernon
- 1806 : Le Misanthrope de Molière : Alceste
- 1806 : Octavie de Jean-Marie Siouriguères de Saint-Marc : Néron
- 1807 : La Mort de Du Guesclin de Hyacinthe Dorvo : Caurellée
- 1807 : Nicomède de Pierre Corneille : Nicomède
- 1807 : Brueys et Palaprat de Charles-Guillaume Étienne : Brueys
- 1807 : Le Paravent d'Eugène de Planard : le prince
- 1807 : Rodogune de Pierre Corneille : Antiochus
- 1808 : Artaxerce d'Étienne-Joseph-Bernard Delrieu : Artaxerce
- 1809 : Hector de Jean-Charles-Julien Luce de Lancival : Pâris
- 1809 : Vitellie de A. de Selve : Licinius
- 1810 : Brunehaut ou les Successeurs de Clovis d'Étienne Aignan : Thierry
- 1811 : Annibal de A. J. Denormandie : Nicomède
- 1814 : Les États de Blois ou La Mort du duc de Guise de François Just Marie Raynouard : Henri de Bourbon, roi de Navarre
- 1815 : Démétrius d'Étienne-Joseph-Bernard Delrieu : Démétrius
- 1816 : Charlemagne de Népomucène Lemercier : Charlemagne
- 1819 : Hécube et Polyxène de Pierre-François-Xavier Bourguignon d'Herbigny : Pyrrhus
- 1819 : Jeanne d'Arc à Rouen de Charles-Joseph Robillard d'Avrigny : Talbot
- 1819 : Louis IX de Jacques-François Ancelot : Louis IX
- 1820 : Jean de Bourgogne de Guilleau de Formont : le Régent
- 1823 : Britannicus de Jean Racine : Burrhus
- 1823 : Pierre de Portugal de Lucien Arnault : Don Pèdre
- 1824 : Richard III et Jeanne Shore de Népomucène Lemercier : Shore
- 1824 : Eudore et Cymodocée de Gary : Eudore
- 1825 : La Clémence de David de Drap-Arnaud : David
- 1825 : Bélisaire d'Étienne de Jouy : Tibère
- 1825 : Sigismond de Bourgogne de Jean-Pons-Guillaume Viennet : Sigismond
- 1825 : Le Béarnais de Ramond de la Croisette, Fulgence de Bury et Paul Ledoux : Leroi
- 1825 : Léonidas de Michel Pichat : Démarate
- 1826 : Charles VI d'Alexandre-Jean-Joseph de La Ville de Mirmont : Clisson
- 1826 : Le Siège de Paris de Charles-Victor Prévost d'Arlincourt : Odon
- 1826 : Marcel de Michel-Nicolas Balisson de Rougemont : Maillard
- 1827 : Athalie de Jean Racine : Joad
- 1827 : Julien dans les Gaules d'Étienne de Jouy : Julien
- 1827 : Virginie d'Alexandre Guiraud : Icilius
- 1829 : Élisabeth d'Angleterre de Jacques-François Ancelot : le duc de Nottingham